# Laurent Cantet
Laurent Cantet (Melle, 11 april 1961 – Parijs, 25 april 2024) was een Frans filmregisseur. Hij maakte sociaal-realistische films met menselijke verhalen die de innerlijke werking en problemen van Franse instellingen blootleggen, zoals ongelijke machtsstructuren en schadelijke aspecten van het neoliberalisme.
Cantet groeide op in Niort. Zijn beide ouders waren leraren. He zat op een universiteit in Marseille. Daarna, in 1986, studeerde Cantet af bij het Instituut voor geavanceerde cinematografische studies. In 1994 werkte hij als assistent voor Marcel Ophüls. Cantet maakte zijn debuut in 1999 met Ressources humaines, over iemand die een managementfunctie krijgt in een fabriek waar automatisering wijdverbreide ontslagen met zich meebrengt.
Cantet was een van de initiatiefnemers van "5050 Pour 2020", een beweging in de Franse filmindustrie om te komen tot gelijke beloning van mannen en vrouwen. Op 25 april 2024 overleed hij aan de gevolgen van kanker. Cantet was destijds bezig met een nieuwe film, L'apprenti, die gepland stond voor 2025. Hij was getrouwd en had twee kinderen.

## Entre les murs
Zijn bekendste film is Entre les murs (2008). De film gaat over een middelbare schoolklas van een zwarte school in Parijs. De film kreeg in 2008 de Gouden Palm. Dat de film die prijs won werd gezien als een verrassing. De film werd genomineerd voor een Oscar voor beste internationale film tijdens de Oscars van 2009. Het is een verfilming van het gelijknamige boek dat onderwijzer François Bégaudeau schreef over zijn ervaringen op een middelbare school in het 19e arrondissement van Parijs. Volgens Jan Pieter Ekker, chef Kunstredactie van Het Parool, kreeg de film vorm nadat Cantet en Bégaudeau samen te gast waren bij een radioprogramma. Bégaudeau werkte daarna mee aan het scenario en speelt in de film een onderwijzer.